# RUN/標的にされた男
『RUN/標的にされた男』（Run）は、1991年のアメリカ映画。 
日本劇場未公開のノンストップ・サスペンス・アクション。TV放映時のタイトルは『逃亡者 ハード・ヒート・チェイス』。

## キャスト
| 役名                 | 俳優                         | 日本語吹替                                                                   |
| 役名                 | 俳優                         | テレビ東京版                                                                 |
| -------------------- | ---------------------------- | ---------------------------------------------------------------------------- |
| チャーリー・ファロー | パトリック・デンプシー       | 檜山修之                                                                     |
| カレン・ランダース   | ケリー・プレストン           | 冬馬由美                                                                     |
| マット・ハロラン     | ケン・ボーグ                 | 小林清志                                                                     |
| デニー・ハロラン     | アラン・C・ピーターソン      | 梅津秀行                                                                     |
| トラヴァース署長     | マーク・ストレンジ           | 藤本譲                                                                       |
| マーティンス         | クリストファー・ローフォード | 福田信昭                                                                     |
| オルーク             | マイケル・マクレー           | 宝亀克寿                                                                     |
| スミティ             | トム・マクビース             | 岩崎ひろし                                                                   |
| サミー               | ジェームズ・キドニー         | 中博史                                                                       |
| マーヴ               | ショーン・マッキャン         | 天田益男                                                                     |
| タクシー運転手       | ピーター・ウィリアムズ       | 石野竜三                                                                     |
| その他               |                              | 小山武宏 仲野裕 石井康嗣 岡本章子 花田光 樫井笙人 乃村健次 小野美幸 大坂史子 |
|                      |                              |                                                                              |
| 演出                 |                              | 木村絵理子                                                                   |
| 翻訳                 |                              | 九鮎子                                                                       |
| 調整                 |                              | 荒井孝                                                                       |
| 効果                 |                              | リレーション                                                                 |
| 担当                 |                              | 河村常平 高橋恭                                                              |
| 配給                 |                              | 東北新社                                                                     |
| プロデューサー       |                              | 深澤幹彦 渡邉一仁                                                            |
| 解説                 |                              | 木村奈保子                                                                   |
| 制作                 |                              | テレビ東京 東北新社                                                          |
| 制作協力             |                              | 武市プロダクション                                                           |
| 初回放送             |                              | 1997年11月20日 『木曜洋画劇場』                                              |

## スタッフ
- 監督：ジェフ・バロウズ
- 製作：レイモンド・ワグナー
- 脚本：デニス・シュリアック、マイケル・ブロジェット
- 撮影：ブルース・サーティース
- 音楽：フィル・マーシャル